# Атлетіко Мадрид С
«Атлетіко Мадрид С» (ісп. Atlético Madrid C) — іспанський футбольний клуб з міста Мадрид, заснований у 1972 році як резервна команда мадридського «Атлетіко». Виступав у Терсері до свого розформування у 2015 році. Домашні ігри команда проводида на «Естадіо Серро дель Еспіно».